# Vitulano
Vitulano [vituˈlano]  è un comune italiano di 2 668 abitanti della provincia di Benevento in Campania.

## Geografia fisica

### Territorio
È situato in una conca tra le pendici del massiccio Taburno Camposauro, tra il monte Caruso (o monte San Michele), il monte Pentime, il Camposauro, e il Pizzo Capone.
Il suo patrono è San Menna eremita (divenuto protettore del paese nell'agosto 1706) vissuto nel VI secolo, invocato per il latte materno da parte delle donne che ne erano sprovviste.
Il comune è formato dai casali: Capo Vitulano, Vennerici, Mattaleoni e Vallicelle, Taborni, Santa Croce e Palmieri, Iadonisi, Bracanelli, Piazza, Fontana, Tammari e Santa Maria, San Pietro in Cortedonica e Cerrilli, Lambicco, Case Sparse e Ponterutto, Mercuri, Pietremili, Fuschi di Sopra e di Sotto, Rosi, Calci, Santo Spirito, Mantelli e Santo Stefano.
Il suo territorio rientra nel Parco regionale del Taburno Camposauro.
A valle dal monte Pentime e Camposauro scendono quattro sorgenti perenni: Fontana Reale, Cortedonica, Fuggiano e San Pietro.
In contrada Santo Stefano, vi sono le sorgenti della Fontana delle Chianelle del Vallone e degli Uccelli.
La sorgente di Cortedonica raccolta in due grandi serbatoi, è quella che disseta l'intero paese.
La fontana più celebre della zona è quella detta U Riale, forse perché sorgeva nei pressi di una residenza nobiliare. Alcuni anni fa, durante i lavori per la costruzione delle abitazioni site nella zona del Castello, furono rinvenuti dei resti archeologici che facevano pensare appunto ad un castello che avesse dato il nome alla zona. I reperti furono immediatamente distrutti per permettere la costruzione delle abitazioni.
Nei pressi della Fontana Reale, inoltre, vi era l'antica conceria della famiglia Iadanza, e lungo il vallone vi erano molti mulini ad acqua.
Il paese ha una superficie agricola utilizzata di 577,37 ha (aggiornato al 2000) (Camera di Commercio di Benevento, dati e cifre, maggio, 2007).

### Clima
Il clima è fresco d'estate per la posizione alle falde del Camposauro, mentre d'inverno il clima è mediamente rigido con nevicate non molto frequenti a causa della sua posizione ad ovest dell'appennino, e quindi sottovento alle correnti fredde provenienti da nord nord-est. Nevicate abbondanti invece si hanno in occasioni di correnti provenienti da nord-ovest, a causa dell'assenza di ostacoli orografici.

## Storia
L'abitato è menzionato per la prima volta nel IX secolo con il nome di Biturano.
In origine era costituito da più casali dipendenti dalla città Tocco.
Nel 1437 fu teatro di scontri tra Aragonesi ed Angioni. Fu occupato per poco tempo dai francesi di Carlo VIII quando cercarono di occupare Benevento. Sotto gli Aragonesi fu dato in feudo agli Acquaviva, quindi successivamente passò ai Carafa, ed ai D'Avalos, fino al 1806.
Nel XV secolo Vitulano cominciò ad accrescere la propria popolazione a spese dell'abitato di Tocco.
Nel 1595 fu costituito il cosiddetto Stato di Vitulano, che comprendeva 20 casali (dodici dei quali appartenevano all'università di Santa Maria Maggiore e gli altri otto a quella di Santa Croce). Nello stesso periodo, a metà strada tra la chiesa di Santa Maria Maggiore e Santa Croce, fu costruita la chiesa collegiata della SS. Trinità, segno di unità dei vitulanesi.
Nel 1832 le due università di Santa Croce e Santa Maria Maggiore furono riunite per formare un comune con nome odierno di Vitulano.
Nel suo territorio sono state trovate alcune iscrizioni romane, tra cui una ad un Q. Caucius beneventano, donde la fraz. dei Cauci (che gli amministratori hanno italianizzato in Calci).

## Monumenti e luoghi d'interesse

### Architetture religiose

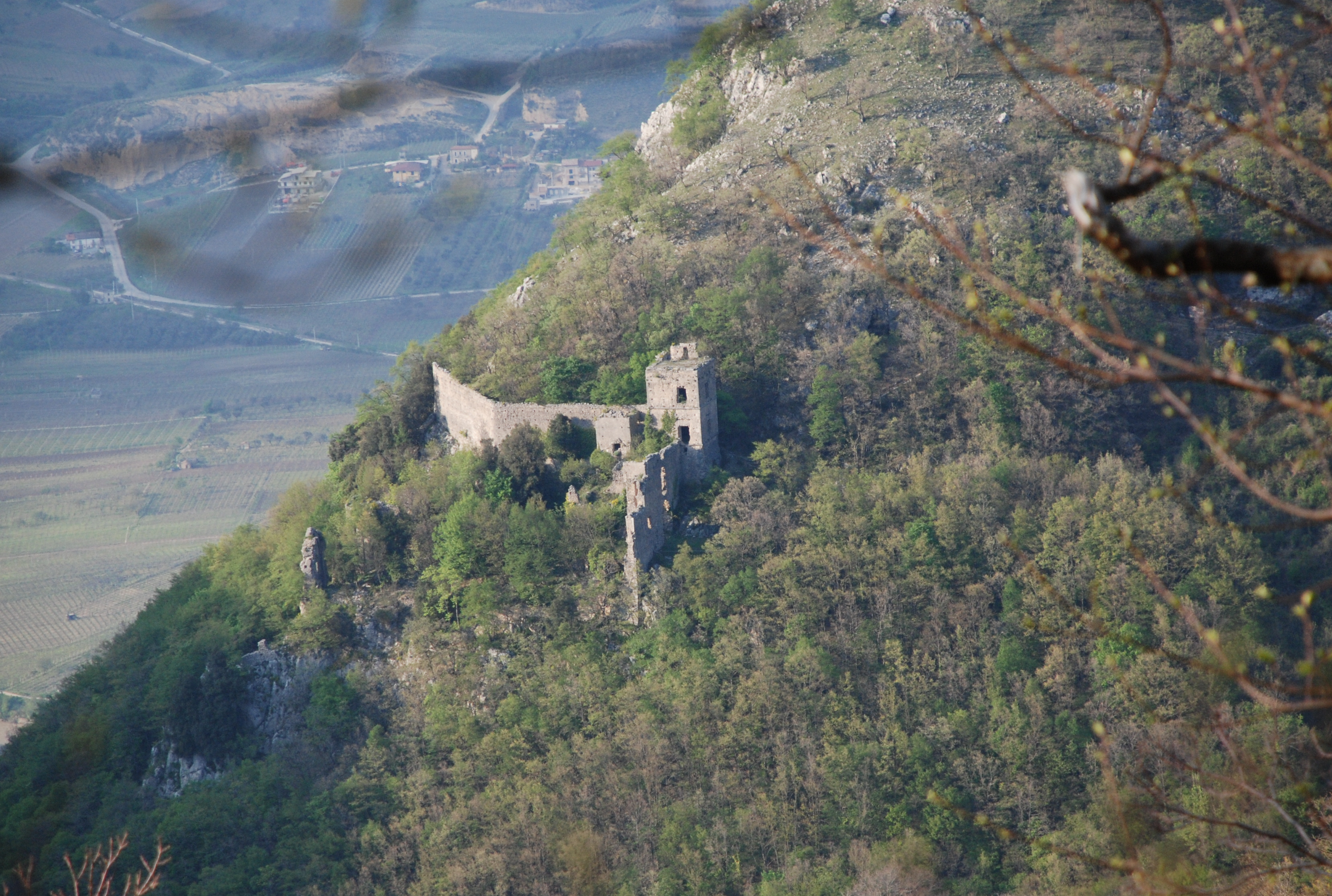
Veduta dell'abbazia di Santa Maria in Gruptis

- Badia benedettina di Santa Maria de Grupta: ne rimangono solo dei ruderi, situati nello spacco di montagna tra Vitulano e Solopaca: secondo la divisione demaniale del 1853, ancora oggi in vigore, è proprietà del comune di Foglianise, ma si trova in territorio di Vitulano. L'abbazia fu fondata tra il 940 e il 944 dal principe longobardo di Benevento Atenolfo II o Atenolfo III. Il monastero, nei secoli passati, aveva sotto il proprio dominio innumerevoli beni sotto forma di feudi inscritti in zone anche lontane, come Capua e Pontecorvo. A causa dello stato di degrado in cui si trovava, e dei continui assalti dei briganti, durante la visita pastorale del 1705 il cardinale Orsini sconsacrò l'abbazia, ordinandone l'abbandono.

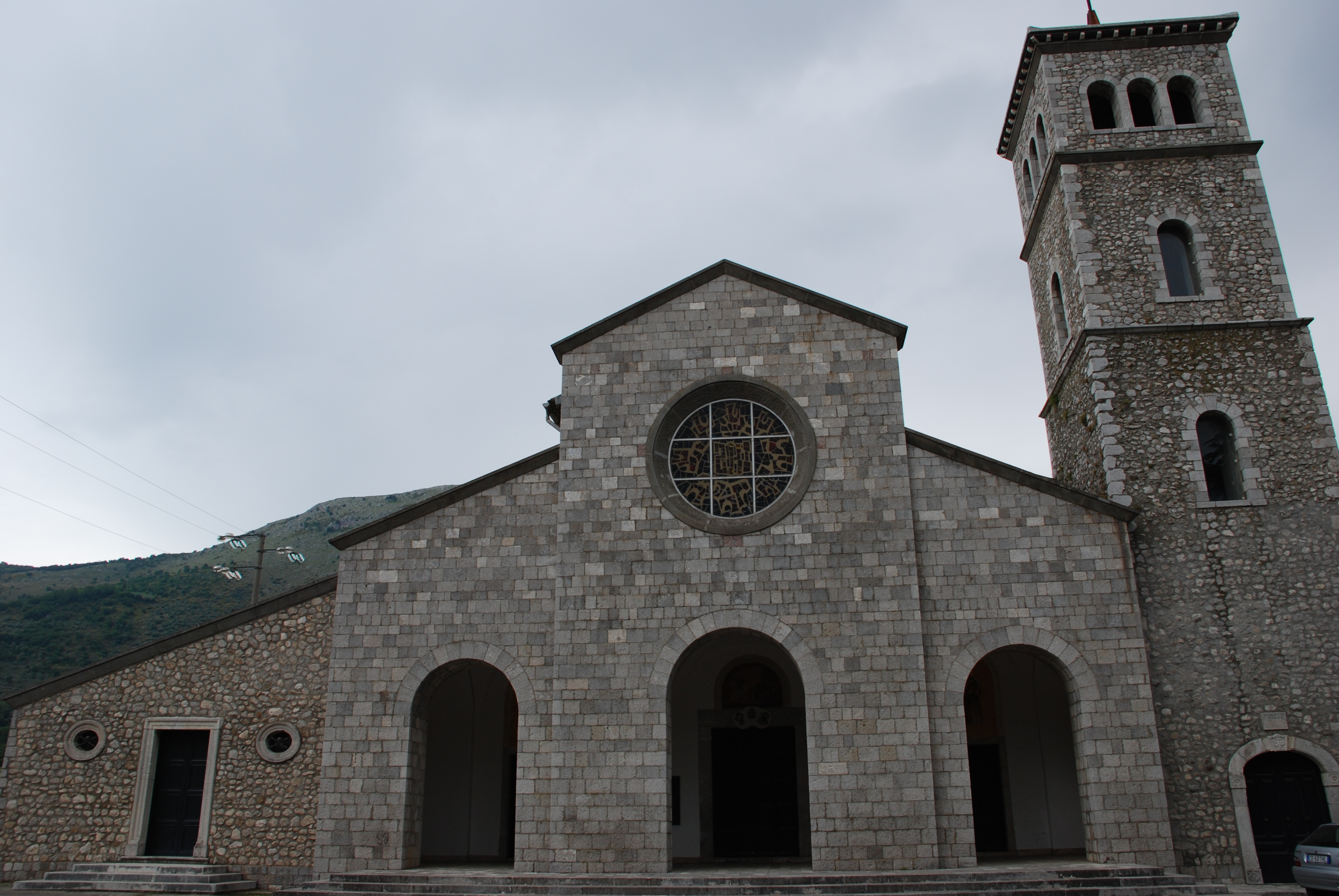
Facciata della chiesa della SS. Annunziata

- Convento della Santissima Annunziata (detto di Sant'Antonio): la tradizione vuole che il convento sia stato fondato da San Bernardino da Siena nel 1440. È meta di turisti e di fedeli legati a sant'Antonio di Padova. È possibile ammirare: il portale antico della chiesa con lunetta raffigurante l'Annunziata, affrescata da F. Salimene nel 1721; il complesso absidale con la tavola dell'Annunziata di scuola rinascimentale toscana (XV secolo); il soffitto in legno dell'oratorio T.O.F. dedicato a san Rocco, costruito dopo il flagello della peste (1656), che conserva tuttora la sua forma strutturale e pittorica; affresco della Madonna con Bambino e santi, di scuola locale (XV secolo, rinvenuto sotto l'intonaco nel restauro del 1930; chiostro e cisterna dell'VIII secolo. Fino alla metà del XIX secolo, il convento rientrava nel territorio della parrocchia di San Ciriaco di Foglianise, come attestato dai registri parrocchiali della chiesa. Tuttavia nel 1852, con la formazione dei comuni nella valle, il convento è rientrato nel territorio di Vitulano. Gli amministratori vitulanesi, per consolidare il loro possesso sulla zona, nel 1884 impiantarono il cimitero comunale nel giardino del convento. Nel luglio del 1991 papa Giovanni Paolo II ha elevato la chiesa conventuale alla dignità di basilica minore.[7]

## Società

### Evoluzione demografica
Abitanti censiti

### Etnie e minoranze straniere
Al 31 dicembre 2016 risultano 98 cittadini stranieri residenti nel comune, pari al 3,36 % della popolazione. I gruppi più rilevanti sono:
1. Romania: 27 (0,93 %)

## Economia
Tra i prodotti tipici vi sono un formaggio pecorino, il vino (aglianico di Carpineto), l'olio d'oliva e i dolci a base di castagna.
Vi si estrae una varietà di marmo (marmo di Vitulano o lumachella di Vitulano), che si caratterizza per le venature rosse, utilizzato nella Reggia di Caserta e nel Cremlino di Mosca.

## Infrastrutture e trasporti
La stazione di Vitulano-Foglianise, ubicata alla contrada Scafa di Benevento, fu aperta nel 1868 e poi ricostruita ex-novo e ampliata nel secolo successivo. Tuttavia la nuovissima stazione, inaugurata nel 1997, fu definitivamente soppressa nel 2000, dopo appena tre anni.

## Amministrazione
| Periodo | Periodo | Primo cittadino      | Partito                              | Carica                  | Note   |
| ------- | ------- | -------------------- | ------------------------------------ | ----------------------- | ------ |
| 1900    | 1907    | Antonio Rivellini    |                                      | Sindaco                 |        |
| 1907    | 1910    | Pietro Leone         |                                      | Sindaco                 |        |
| 1910    | 1914    | Antonio Rivellini    |                                      | Sindaco                 |        |
| 1914    | 1923    | Giovanni Mazzella    |                                      | Sindaco                 |        |
| 1923    | 1925    | Carlo Iadanza        |                                      | Sindaco                 |        |
| 1925    | 1926    | Pietro Parisio       |                                      | Commissario prefettizio |        |
| 1926    | 1926    | Eugenio Mazzella     |                                      | Podestà                 |        |
| 1927    | 1927    | Pietro Parisio       |                                      | Sindaco                 |        |
| 1930    | 1930    | Cesare Pace          |                                      | Commissario prefettizio |        |
| 1930    | 1930    | Ernesto Cutrera      |                                      | Commissario prefettizio |        |
| 1930    | 1930    | Crescenzio Rivellini |                                      | Commissario prefettizio |        |
| 1931    | 1931    | Crescenzio Rivellini |                                      | Commissario prefettizio |        |
| 1931    | 1933    | Crescenzio Rivellini |                                      | Podestà                 |        |
| 1933    | 1934    | Gennaro Verusio      |                                      | Commissario prefettizio |        |
| 1934    | 1934    | Michele Matarazzo    |                                      | Commissario prefettizio |        |
| 1934    | 1940    | Michele Matarazzo    |                                      | Podestà                 |        |
| 1940    | 1940    | Ercole Manzi         |                                      | Commissario prefettizio |        |
| 1940    | 1940    | Alfonso Ferrara      |                                      | Commissario prefettizio |        |
| 1940    | 1940    | Mario Mazzella       |                                      | Commissario prefettizio |        |
| 1941    | 1942    | Mario Mazzella       |                                      | Podestà                 |        |
| 1942    | 1943    | Giovanni Leone       |                                      | Podestà                 |        |
| 1943    | 1944    | Mennato Melillo      |                                      | Commissario prefettizio |        |
| 1944    | 1945    | Mennato Melillo      |                                      | Sindaco                 |        |
| 1945    | 1946    | Antonio Zotti        |                                      | Sindaco                 |        |
| 1946    | 1947    | Vincenzo Boffa       |                                      | Sindaco                 |        |
| 1947    | 1952    | Gaetano Cusano       |                                      | Sindaco                 |        |
| 1952    | 1955    | Marcello Buono       |                                      | Sindaco                 |        |
| 1955    | 1956    | Gaetano Cusano       |                                      | Sindaco                 |        |
| 1956    | 1964    | Francesco Scarinzi   |                                      | Sindaco                 |        |
| 1964    | 1964    | Antonio Calabrese    |                                      | Assessore anziano       |        |
| 1965    | 1970    | Elia Imbucci         |                                      | Sindaco                 |        |
| 1970    | 1977    | Mario De Filippo     |                                      | Sindaco                 |        |
| 1977    | 1981    | Carmine De Cicco     |                                      | Sindaco                 |        |
| 1981    | 1985    | Francesco Scarinzi   |                                      | Sindaco                 |        |
| 1985    | 1988    | Giovanni Limata      |                                      | Sindaco                 |        |
| 1988    | 1990    | Gianvincenzo Simiele | PCI-PSI-PRI                          | Sindaco                 |        |
| 1990    | 1995    | Mario De Filippo     | DC                                   | Sindaco                 |        |
| 1995    | 1997    | Rinaldi Angiolelli   | Indipendenti di centro e di sinistra | Sindaco                 |        |
| 1997    | 1997    | Cosimo Facchiano     |                                      | Commissario prefettizio |        |
| 1997    | 2002    | Antonio De Maria     | CCD-PPI-AN-FI                        | Sindaco                 |        |
| 2002    | 2007    | Antonio De Maria     | Lista civica di centro-destra        | Sindaco                 |        |
| 2007    | 2012    | Mario Scarinzi       | Lista civica                         | Sindaco                 |        |
| 2012    | 2012    | Raffaele Scarinzi    | Lista civica Più Vitulano            | Sindaco                 |        |
| 2012    | 2013    | Elvira Nuzzolo       |                                      | Commissario prefettizio |        |
| 2013    | oggi    | Raffaele Scarinzi    | Lista civica Più Vitulano            | Sindaco                 | [ 11 ] |

### Gemellaggi
- Belcastel, dal 2013[12]

### Altre informazioni amministrative
Il comune fa parte della Comunità montana del Taburno.

## Sport
L'unica squadra della città è l'A.S.D. Polisportiva Vitulano 1977, che attualmente milita in promozione campana  girone  A 2021/2022.
Nel 2014 la società è diventata affiliata dell'Udinese.